# Кубок Іраку з футболу 2016—2017
Кубок Іраку з футболу 2016-17 — 28-й розіграш кубкового футбольного турніру в Іраку. Титул володаря кубка здобув Аль-Завраа.

## Календар
| Раунд                        | Дата               | Матчі | Клуби   |
| ---------------------------- | ------------------ | ----- | ------- |
| Перший кваліфікаційний раунд | 2-5 грудня 2016    | 20    | 61 → 41 |
| Другий кваліфікаційний раунд | 9-11 грудня 2016   | 9     | 41 → 32 |
| 1/16 фіналу                  | 26-31 березня 2017 | 16    | 32 → 16 |
| 1/8 фіналу                   | 14 серпня 2017     | 8     | 16 → 8  |
| 1/4 фіналу                   | 17 серпня 2017     | 4     | 8 → 4   |
| 1/2 фіналу                   | 20 серпня 2017     | 4     | 4 → 2   |
| Фінал                        | 22 серпня 2017     | 1     | 2 → 1   |

## 1/16 фіналу
| Команда 1           | Рахунок      | Команда 2                   |
| ------------------- | ------------ | --------------------------- |
| 26 березня 2017     |              |                             |
| Заху                | 1:3          | Аль-Хедоод                  |
| Аль-Хуссейн         | 1:1 пен. 4:5 | Аль-Хур (2)                 |
| Нафт Аль-Васат      | 1:0          | Газ Аль-Шамал (2)           |
| Аль-Джинсія (2)     | 0:1          | Аль-Наджда (2)              |
| Ат-Талаба           | 2:0          | Аль-Кадхімія (2)            |
| Аль-Самава          | 1:3          | Аль-Наджаф                  |
| 27 березня 2017     |              |                             |
| Аш-Шурта            | 1:3          | Аль-Джаїш (2)               |
| Кербела             | 2:1          | Аль-Бахрі                   |
| Нафт-Майсан         | 5:1          | Аль-Сіяха (2)               |
| Аль-Нафт            | 2:3          | Аль-Сінаа (2)               |
| Аманат Багдад       | 5:0          | Бадр Аль-Ірак (2)           |
| Аль-Кува Аль-Джавія | 2:0          | Аль-Тармія (2)              |
| 28 березня 2017     |              |                             |
| Аль-Кахраба         | 2:1          | Самарра (2)                 |
| Аль-Завраа          | 4:3          | Аль-Маслаха (2)             |
| 30 березня 2017     |              |                             |
| Аль-Мінаа           | 4:1          | Аль-Сінаат Аль-Кахрабая (2) |
| 31 березня 2017     |              |                             |
| Нафт Аль-Джануб     | 4:0          | Аль-Карх                    |

## 1/8 фіналу
| Команда 1       | Рахунок      | Команда 2           |
| --------------- | ------------ | ------------------- |
| 14 серпня 2017  |              |                     |
| Аль-Джаїш (2)   | -:+          | Аль-Хедоод          |
| Аль-Хур (2)     | 0:0 пен. 3:4 | Аль-Мінаа           |
| Нафт Аль-Васат  | +:-          | Кербела             |
| Аль-Наджда (2)  | 1:3          | Ат-Талаба           |
| Нафт Аль-Джануб | 0:1          | Аль-Завраа          |
| Нафт-Майсан     | +:-          | Аль-Сінаа (2)       |
| Аманат Багдад   | +:-          | Аль-Наджаф          |
| Аль-Кахраба     | 0:2          | Аль-Кува Аль-Джавія |

## 1/4 фіналу
| Команда 1      | Рахунок | Команда 2           |
| -------------- | ------- | ------------------- |
| 17 серпня 2017 |         |                     |
| Аль-Хедоод     | -:+     | Аль-Мінаа           |
| Нафт Аль-Васат | +:-     | Ат-Талаба           |
| Аль-Завраа     | 2:0     | Нафт-Майсан         |
| Аманат Багдад  | 1:0     | Аль-Кува Аль-Джавія |

## 1/2 фіналу
| Команда 1      | Рахунок      | Команда 2  |
| -------------- | ------------ | ---------- |
| 20 серпня 2017 |              |            |
| Нафт Аль-Васат | 1:1 пен. 4:3 | Аль-Мінаа  |
| Аманат Багдад  | 1:3          | Аль-Завраа |

## Фінал
| 22 серпня 2017 16:30 (EEST) |

| Аль-Завраа        | 1:0      | Нафт Аль-Васат |
| ----------------- | -------- | -------------- |
| Абдул-Захра 90+5' | Протокол |                |

| Стадіон «Аль-Сінаа», Багдад Арбітр: Хаітхам Мохамме |